# J.TEST実用日本語検定
J.TEST実用日本語検定は株式会社語文研究社によって運営される日本語を母語としない人のための日本語の検定試験である。民間資格に当たる。1991年から実施され、日本と海外で年間複数行われる。
試験は3段階に分けられ、日本語能力試験N1以上の能力を図ることができると運営側が主張している。
J.TESTは中国政府に認定されているため、中国での受験者数が多い。
海外の国は中国、台湾、韓国、タイ、モンゴル、ベトナム、インドネシア、フィリピン、ブライジル、ネパール、ミャンマーです。